# Monte San Giovanni Campano
Monte San Giovanni Campano is een gemeente in de Italiaanse provincie Frosinone (regio Latium) en telt 12.818 inwoners (31-12-2004). De oppervlakte bedraagt 48,5 km², de bevolkingsdichtheid is 264 inwoners per km².
De volgende frazioni maken deel uit van de gemeente: Anitrella, Chiaiamari, Colli, La Lucca, Porrino.

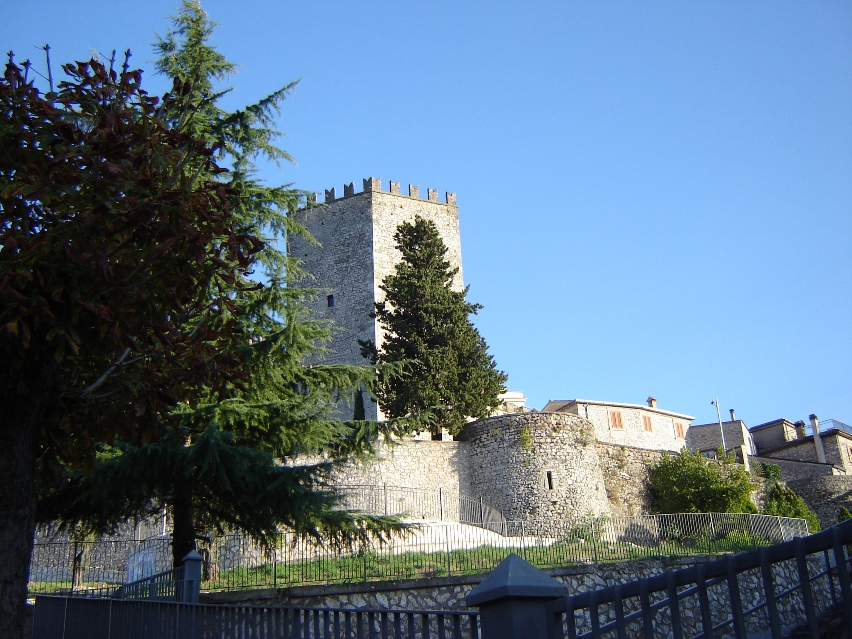
Kasteel van Monte San Giovanni Campano
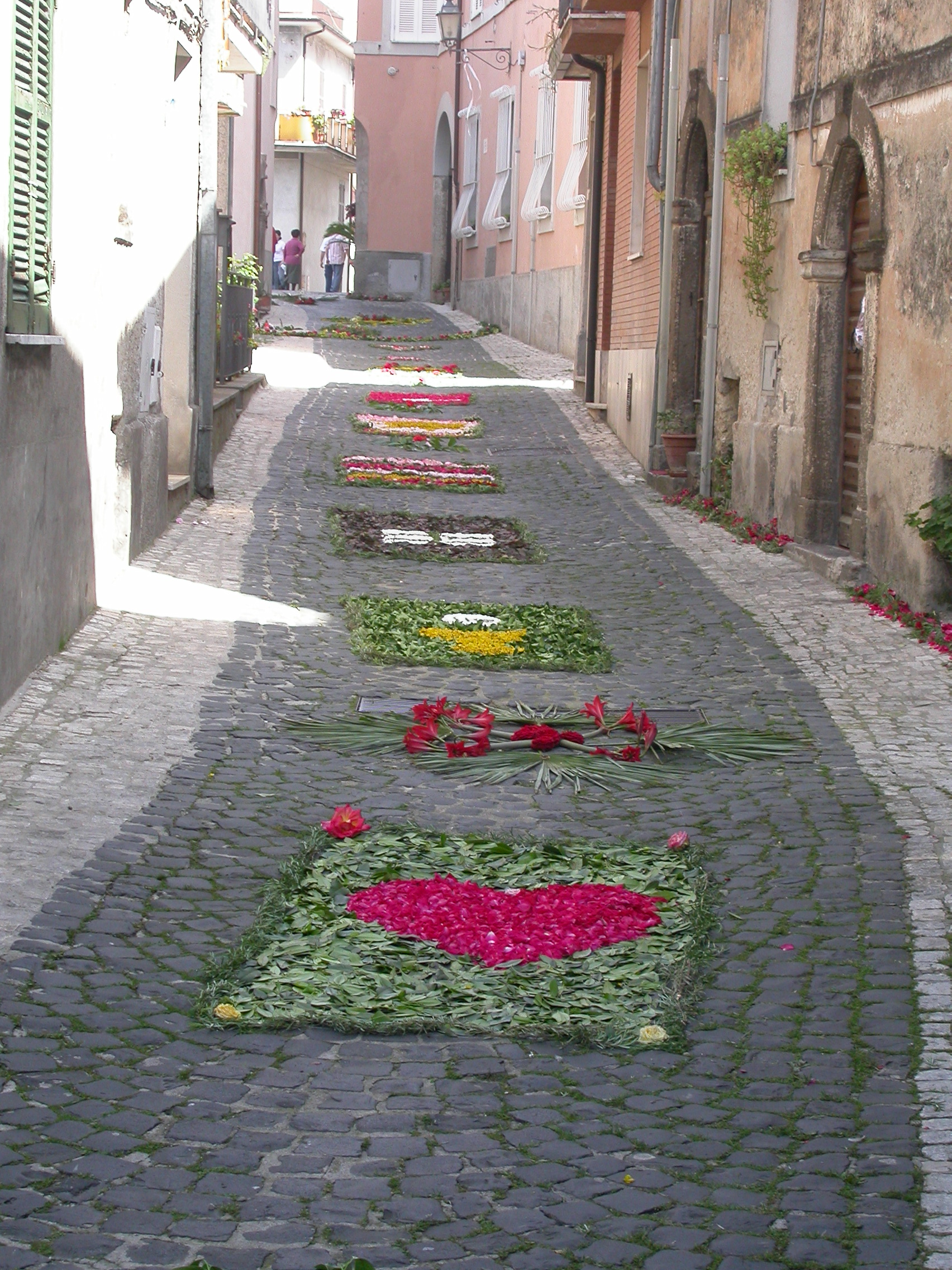
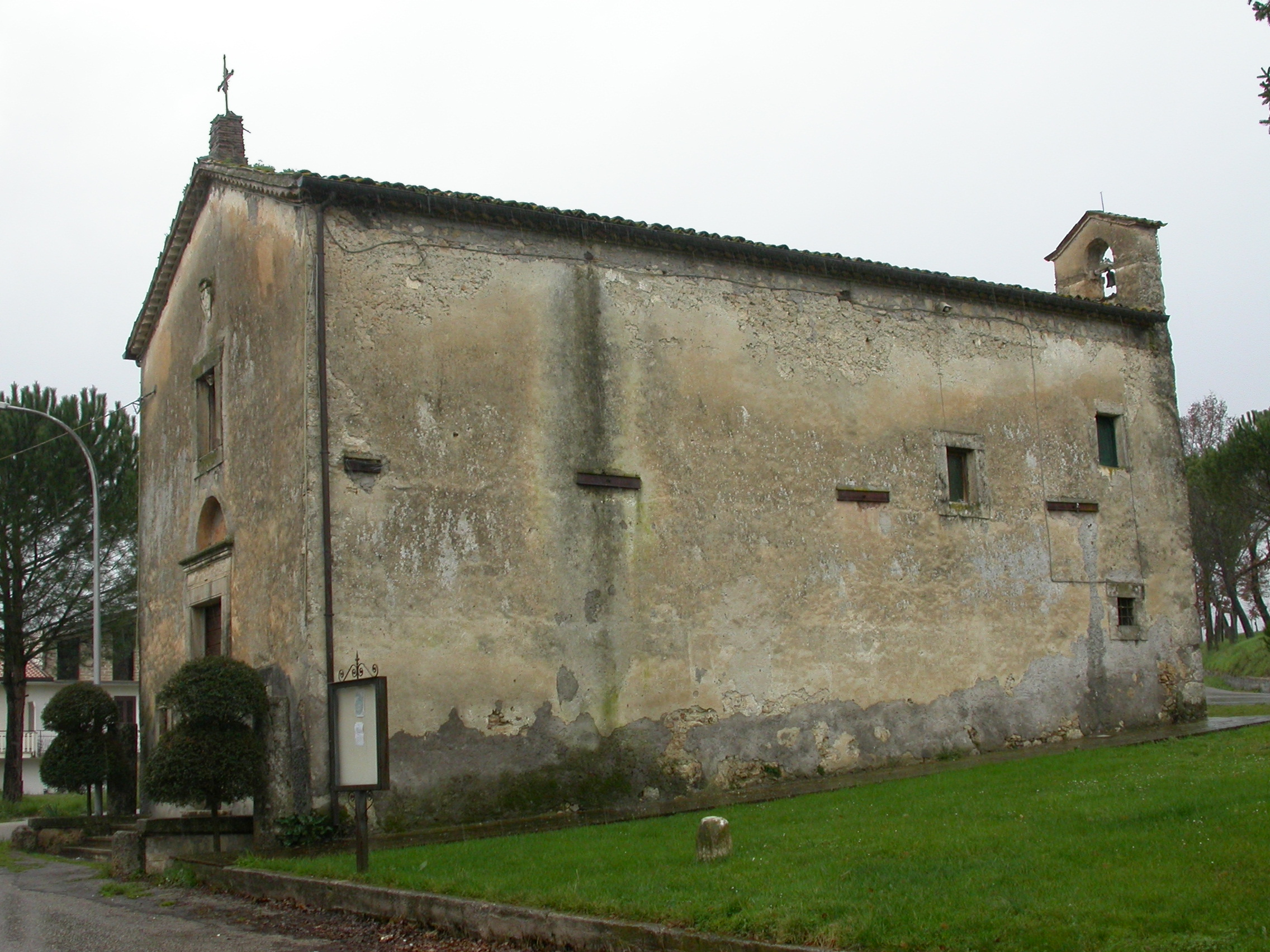

## Demografie
Monte San Giovanni Campano telt ongeveer 4691 huishoudens. Het aantal inwoners steeg in de periode 1991-2001 met 0,1% volgens cijfers uit de tienjaarlijkse volkstellingen van ISTAT.
| Jaar | Inwoneraantal |
| ---- | ------------- |
| 1991 | 12.727        |
| 2001 | 12.739        |

## Geografie
De gemeente ligt op ongeveer 420 m boven zeeniveau.
Monte San Giovanni Campano grenst aan de volgende gemeenten: Arce, Arpino, Boville Ernica, Castelliri, Fontana Liri, Sora, Strangolagalli, Veroli.